# American Music Awards de 2009
O American Music Awards de 2009 foi realizado em 22 de novembro de 2009, no Nokia Theatre, em Los Angeles, nos Estados Unidos. 
Pela primeira vez na história da premiação, a cerimônia não contou com um apresentador. Em vez disso, várias celebridades anunciaram os artistas que se apresentaram na noite da premiação, como ocorre na cerimônia de premiação do Grammy Awards.
Os indicados foram anunciados em 13 de outubro de 2009. A cantora estadunidense Taylor Swift ganhou cinco das seis categorias às quais fora indicada. O rapper Jay-Z e a banda The Black Eyed Peas ganharam dois prêmios. O irmão de Michael Jackson, Jermaine Jackson, recebeu os prêmios em nome de seu falecido irmão.

## Controvérsias

### A apresentação de Adam Lambert
Em resposta à performance do cantor estadunidense Adam Lambert, de sua canção "For Your Entertainment", no final da transmissão da cerimônia, o Parents Television Council (PTC), um conservador grupo de interesse que vigia programas televisivos, clamou aos telespectadores que se queixassem à Comissão Federal de Comunicações, caso morassem em uma área onde a performance fora exibida antes das 22h, horário local. A PTC reclamou que a performance continha uma simulação de sexo oral. A performance de Lambert teria sido transmitida por volta das 11 da noite, fora do horário habitual das 6h às 10h da FCC, que proíbe a transmissão de material indecente". A rede ABC também recebeu cerca de 1.500 reclamações telefônicas.
De acordo com Lambert, ele também havia sido convidado para se apresentar em outros dois programas da rede ABC, Jimmy Kimmel Live! e Dick Clark's New Year's Rockin' Eve with Ryan Seacrest 2010 (o último também produzido pela Dick Clark Productions), mas descobriu que estas participações foram canceladas, possivelmente em resposta ao incidente. Nem a ABC nem a Dick Clark Productions confirmaram as alegações do cantor, nem confirmaram se ele havia sido convidado.

### As indicações de Michael Jackson
Após sua morte em junho de 2009, o cantor Michael Jackson foi indicado a cinco prêmios póstumos: Artista do Ano, Cantor de Pop/Rock, Álbum de Pop/Rock (pelo álbum Number Ones), Cantor de Soul/R&B e Álbum de Soul/R&B (também pelo álbum Number Ones). As indicações foram posteriormente criticadas por aqueles que acharam que o comitê da premiação estava se aproveitando da morte de Jackson, por questões de ibope e cobertura da mídia, e que sua indicação era injusta com artistas que trouxeram material mais novo, e obtiveram o mesmo nível de sucesso, como Lady Gaga. e Taylor Swift. Também não agradou o fato de Number Ones ser uma coletânea de grandes sucessos lançada em 2003 (seis anos antes da premiação daquele ano), e não só Jackson não havia lançado nenhum material novo desde a canção "One More Chance" (a única gravação inédita naquele álbum), como ele também já havia ganho vários prêmios do American Music Awards pelas canções contidas em Number Ones. O jornal Los Angeles Times insistiu que "se os fãs acharam que foi uma injustiça Kanye West ter tido a audácia de interromper Swift recebendo um 'Moon Man' no MTV Video Music Awards, então eles deveriam estar preparados para protestar caso ela agora perca prêmios para artistas que não lançaram uma canção sequer em quase uma década." Jackson acabou ganhando quatro de suas cinco indicações, perdendo apenas em Artista do Ano, que foi ganho por Swift.

## Apresentações
| Artista(s)                    | Canção(ôes)                                                                              | Apresentado por                  |
| ----------------------------- | ---------------------------------------------------------------------------------------- | -------------------------------- |
| Janet Jackson                 | "Control" "What Have You Done for Me Lately" Miss You Much" If" Make Me" Together Again" | —                                |
| Daughtry                      | "Life After You"                                                                         | Pete Wentz                       |
| Shakira                       | "Give It Up to Me"                                                                       | —                                |
| Keith Urban                   | "Kiss a Girl"                                                                            | Julie Bowen Sofia Vergara        |
| Kelly Clarkson                | "Already Gone"                                                                           | Reba McEntire                    |
| Jay-Z Alicia Keys             | "Empire State of Mind"                                                                   | A-Rod                            |
| The Black Eyed Peas           | "Meet Me Halfway" Boom Boom Pow"                                                         | Nicole Kidman Kate Hudson        |
| Rihanna                       | "Mad House" "Wait Your Turn" Hard"                                                       | Ne-Yo                            |
| Carrie Underwood              | "Cowboy Casanova"                                                                        | Rascal Flatts                    |
| Lady Gaga                     | "Bad Romance" Speechless"                                                                | —                                |
| Mary J. Blige                 | "I Am"                                                                                   | Drake Jeremih Kid Cudi           |
| Jennifer Lopez                | "Louboutins"                                                                             | —                                |
| Whitney Houston               | "I Didn't Know My Own Strength"                                                          | Samuel L. Jackson                |
| Alicia Keys                   | "Try Sleeping with a Broken Heart"                                                       | —                                |
| Eminem 50 Cent Kon Artis      | "Crack a Bottle" Forever"                                                                | Seth Green                       |
| Timbaland Nelly Furtado SoShy | "Morning After Dark"                                                                     | —                                |
| Green Day                     | "21 Guns"                                                                                | Dominic Monaghan Morena Baccarin |
| Adam Lambert                  | "For Your Entertainment"                                                                 | —                                |

## Vencedores e indicados
| Artista do Ano (apresentado por Ryan Seacrest)                                      | Artista Revelação do Ano (apresentado por Colbie Caillat)                                           |
| ----------------------------------------------------------------------------------- | --------------------------------------------------------------------------------------------------- |
| - Taylor Swift - Eminem - Michael Jackson - Kings of Leon - Lady Gaga               | - Gloriana - Keri Hilson - Kid Cudi - Lady Gaga                                                     |
| Cantor de Pop/Rock Favorito (apresentado por Melissa Etheridge)                     | Cantora de Pop/Rock Favorita (apresentado por Snoop Dogg e Joe Perry)                               |
| - Michael Jackson - Eminem - T.I.                                                   | - Taylor Swift - Beyoncé - Lady Gaga                                                                |
| Banda/Dupla/Grupo de Pop/Rock Favorito (apresentado por Paula Abdul)                | Álbum de Pop/Rock Favorito                                                                          |
| - The Black Eyed Peas - Kings of Leon - Nickelback                                  | - Number Ones – Michael Jackson - The Fame – Lady Gaga - Fearless – Taylor Swift                    |
| Cantor de Country Favorito (apresentado por Zac Brown Band)                         | Cantora de Country Favorita (apresentado por Carrie Ann Inaba e Leona Lewis)                        |
| - Keith Urban - Darius Rucker - Jason Aldean                                        | - Taylor Swift - Reba McEntire - Carrie Underwood                                                   |
| Banda/Dupla/Grupo de Country Favorito (apresentado por Kristen Bell e Jason Aldean) | Álbum de Country Favorito                                                                           |
| - Rascal Flatts - Sugarland - Zac Brown Band                                        | - Fearless – Taylor Swift - Rascal Flatts – Rascal Flatts - The Foundation – Zac Brown Band         |
| Artista de Rap'/Hip Hop Favorito (apresentado por Keri Hilson e Toni Braxton)       | Álbum de Rap/Hip Hop Favorito                                                                       |
| - Jay-Z - Eminem - T.I.                                                             | - The Blueprint 3 – Jay-Z - Relapse – Eminem - Paper Trail – T.I.                                   |
| Cantor de Soul/R&B Favorito (apresentado por Selena Gomez e Orianthi)               | Cantora de Soul/R&B Favorita (apresentado por Kris Allen e Demi Lovato)                             |
| - Michael Jackson - Jamie Foxx - Maxwell                                            | - Beyoncé - Keyshia Cole - Keri Hilson                                                              |
| Banda/Dupla/Grupo de Soul/R&B Favorito                                              | Álbum de Soul/R&B Favorito                                                                          |
| - The Black Eyed Peas - Day26 - Mary Mary                                           | - Number Ones – Michael Jackson - I Am... Sasha Fierce – Beyoncé - The E.N.D. – The Black Eyed Peas |
| Trilha Sonora Favorita                                                              | Artista de Rock Alternativo Favorito (apresentado por Christian Slater)                             |
| - Twilight - Hannah Montana: The Movie - Hannah Montana 3                           | - Green Day - Kings of Leon - Shinedown                                                             |
| Artista Adulto Contemporâneo Favorito                                               | Artista Latino Favorito                                                                             |
| - Taylor Swift - Daughtry - Jason Mraz                                              | - Aventura - Luis Fonsi - Wisin & Yandel                                                            |
| Artista Inspirador Contemporâneo Favorito                                           | Prêmio Artista Internacional (apresentado por Samuel L. Jackson)                                    |
| - Mary Mary - Jeremy Camp - Brandon Heath                                           | Whitney Houston                                                                                     |

Notas
1. 1 2  Recebido por Jermaine Jackson, irmão de Michael Jackson.